# Ingeborg Hamberg
Ingeborg Augusta Kristina Hamberg, född 11 april 1875 i Söderhamns församling, död 20 november 1948 i Varbergs församling, var en svensk flickskollärare, kvinnosakskvinna och kommunalpolitiker. Hon var lärare vid Varbergs flickskola från 1897, ordförande för Föreningen för kvinnans politiska rösträtt i Varberg 1908–1910 och stadsfullmäktigeledamot i Varbergs stad 1912–1915.
Hon var dotter till Pehr Hamberg.